# Шутов, Никита Егорович
Никита Егорович Шутов (30 марта 1912, д. Палецкова, Ирбитский уезд, Пермская губерния, Российская империя — 10 мая 1961, д. Палецкова, Байкаловский район, Свердловская область, РСФСР, СССР) — полный кавалер ордена Славы, наводчик орудия 637-го легкого артиллерийского полка (15-я легкая артиллерийская бригада, 3-я артиллерийская дивизия прорыва, 5-я гвардейская армия, 1-й Украинский фронт), сержант.

## Биография
Родился 30 марта 1912 года в деревне Палецкова Ирбитского уезда Пермской губернии (ныне — Байкаловский район Свердловской области) в крестьянской семье.
Окончил 4 класса. Трудовую деятельность начал в колхозе.

## Подвиги
В 1934—1937 годах проходил срочную службу в Красной Армии. В 1940 году был вновь призван, принимал участие в Советско-финской войне.
В третий раз был призван Еланским РВК 24 июня 1941 года, на фронте с июля 1941 года на Западном и 1-й Украинском фронтах. С мая 1943 года являлся наводчиком орудия 637-го легкого артиллерийского полка 15-я легкой артиллерийской бригады.
5 августа 1944 года в районе у Домбрувка-Руска (в 2 километрах западнее города Санок, Польша) расчёт Шутова уничтожил один бронетранспортёр, три пулемётные точки, два мотоциклиста и свыше 15 солдат, лично из автомата уничтожил 4 солдат противника. За этот подвиг приказом № 25/н 5-й дивизии от 25 августа 1944 года был награждён орденом Славы III степени.
25-26 января 1945 года младший сержант Шутов с расчётом, одним из первых форсировал реку Одер в районе посёлка Эйхенрид (ныне Гольчовице, Бжегский повят, Опольское воеводство, Польша) к северо-западу от Оппельна (ныне Ополе, Опольское воеводство Польша), доставил 6 ящиков со снарядами, в бою у орудия остался один, но уничтожил 2 пулемёта, около 30 солдат противника. За этот подвиг приказом № 23/н 5-й гвардейской армии от 24 марта 1945 года был награждён орденом Славы II степени.
1-4 мая 1945 года в боях в 5 километрах к северо-востоку от города Мюльберг (Германия) расчёт сержант Шутов подбил немецкий танк «Тигр», бронетранспортёр, оставшись одним в расчёте продолжал вести бой, подавил огонь 3 пулемётов, уничтожил более 30 солдат противника. За этот подвиг Указом Президиума Верховного Совета СССР от 27 июня 1945 года был награждён орденом Славы I степени.

## Послевоенные годы
Демобилизован в октябре 1945 года, вернулся в колхоз, вступил в ВКП(б) в 1945 году.
Скончался 10 мая 1961 года, похоронен на кладбище села Баженовское Байкаловского района.

## Память
Одна из улиц в деревне Палецкова была названа в честь Н. Е. Шутова.

## Награды
За свои боевые подвиги был награждён:
- 25.08.1944 — орден Славы III степени (орден № 214926);
- 24.03.1945 — орден Славы II степени (орден № 32136);
- 27.06.1945 — орден Славы I степени (орден № 306).